# Fundamental Broadcasting Network
Fundamental Broadcasting Network es una cadena de radio  estadounidense que posee dos emisoras de onda corta. Opera desde Newport, Carolina del Norte, y sus emisiones se pueden escuchar en toda América.

## Programación
La programación consiste en programas religiosos, música cristiana y boletines informativos con noticias de EE. UU. y el mundo, además del pronóstico del tiempo para Carolina del Norte cada 60 minutos.

## Frecuencias
- WTJC: 9.370 kHz
- WBOH: 5.920 kHz